# Batalla de Rodeo de Chacón
La batalla de Rodeo de Chacón (también llamada batalla de Potrero Chacón o Los Troncos) fue un enfrentamiento militar librado cerca de Las Catitas, en Santa Rosa, el 28 de marzo de 1831, durante la guerra civil argentina entre unitarios del coronel José Videla Castillo y federales del brigadier Juan Facundo Quiroga, terminando con la victoria del segundo. 

## Antecedentes

### Consecuencias de Oncativo
El 25 de febrero de 1830, el brigadier general José María Paz derrotó al caudillo de la provincia de La Rioja, brigadier Juan Facundo Quiroga, en Oncativo. El caudillo riojano escapó hacia el litoral. El 12 de abril, los caudillos de Buenos Aires (Juan Manuel de Rosas), Santa Fe (Estanislao López) y Corrientes (Pedro Ferré) se reunieron en San Nicolás de los Arroyos iniciaron negociaciones con Paz, quien era gobernador de Córdoba, y sus aliados de Tucumán (José Frías) y Salta (Rudecindo Alvarado). Sin embargo, Paz cerró la posibilidad de una salida negociada con una respuesta tajante tres días más tarde.
Mientras tanto, aprovechando la derrota de Quiroga y la lejanía de Buenos Aires, Paz hizo ocupar las provincias del interior para instalar gobernadores unitarios. Sólo en La Rioja quedaba intacta una división federal encabezada por el gobernador, coronel mayor (general) José Benito Villafañe. El coronel mayor (general) Gregorio Aráoz de Lamadrid fue enviado a la provincia de San Juan donde hizo gobernadores a Gerónimo de la Rosa y luego al comandante Santiago Albarracín, después siguió a La Rioja para deponer a Villafañe y nombrarse a sí mismo como nuevo gobernador el 22 de junio. Como Villafañe fue incapaz de organizar una montonera, decidió capitular y exiliarse en Chile; fue el comandante Tomás Brizuela quien logró formar montoneras para resistir a los unitarios. Al mes siguiente, asumió como el líder de estas guerrillas el coronel Marcos Antonio Figueroa con cargo de gobernador provisorio. En septiembre fue sucedido en el cargo por el coronel Domingo Eugenio Villafañe, quien también era realmente un jefe rebelde. Finalmente, en febrero de 1831 el ya coronel Brizuela venció a Lamadrid y lo expulsó de la provincia, el coronel Villafañe asumió pero fue depuesto por Brizuela el 22 de febrero.
En Santiago del Estero, Javier López expulsó al coronel mayor Juan Felipe Ibarra e hizo que la legislatura nombrase a Manuel Alcorta, pero bajo la protección de Paz. La única excepción fue la provincia de Catamarca, ocupada por tucumanos y salteños en junio de 1829, quienes eligieron gobernador a Marcos José González, aunque en abril del año siguiente fue reemplazado por Miguel Díaz de la Peña.

### San Luis y Mendoza
Paz envió la llamada División de Vanguardia al mando del coronel José Videla Castillo hacia la vecina provincia de San Luis, en cuya capital entró el 28 de marzo. Se trataba del veterano batallón N.° 2 de Cazadores, unos 1000 soldados y oficiales en que destacaban el coronel Lorenzo Barcala y el teniente coronel Juan Antonio Aresti, con 2 piezas de campaña. Mientras tanto, en tierras sanjuaninas se mandó organizar el regimiento Coraceros de San Juan a cargo del teniente coronel Indalecio Chenaut, aunque posteriormente se trasladaron a Mendoza a completar su instrucción.
El gobierno de la provincia de Mendoza envió Juan Antonio Sosa y Juan Francisco Gutiérrez a negociar. El 30 de marzo hubo una primera reunión en que Videla Castillo fue tajante al declarar que no podía haber paz, pues el gobierno de Córdoba exigía reemplazar a los gobiernos provinciales con unitarios. Un día más tarde, rechazó la propuesta mendocina de convocar un congreso nacional. El 1 de abril, los mendocinos le dijeron al coronel que el mantenimiento de la independencia política de su provincia era innegociable y recomendaron que la mejor forma de resolver el conflicto era convocar ese congreso. Un día después, Videla Castillo les señaló que no había igualdad de condiciones: Córdoba tenían muchas exigencias, pero lo mejor que podía esperar Mendoza era mantener la situación actual y evitar un daño mayor. El 3 de abril, después de seis horas de discusiones, se llegó redactar un convenio preliminar de paz. Videla Castillo envió a Sosa y Gutiérrez con una escolta a cruzar el río Desaguadero de vuelta a Mendoza para que el gobierno local aceptara o rechazara la propuesta. Sin embargo, al día siguiente el coronel unitario abandonó San Luis con rumbo al oeste y sin esperar respuesta. Su avance fue fulminante, cruzó el Desaguadero el 6 de abril y entró en Mendoza el día 9. Durante su avance publicó proclamas preparadas de antemano en Corocorto, El Retamo y Mendoza.
El 6 de abril, en Mendoza, el gobernador federal general Juan Rege Corvalán, renunció a su mandato en favor del coronel Pedro Molina y Sotomayor y se dirigió al sur para unirse a la montonera de los hermanos Pincheira. Esto generó muchos temores en el gobierno de Videla Castillo, pues se temía la unión de fuerzas entre esos montoneros y los regulares fieles a Corvalán. Entre tanto, al día siguiente Molina renunció a su cargo y abandonó la ciudad al recibir noticias que los coroneles unitarios Santiago Albarracín y Luis Videla llegaban a El Retamo mientras el pueblo mendocino estaba adornando las calles para recibirlos pacíficamente. Esto generó una acefalía en que una junta de jueces de primera instancia gobernó la ciudad hasta la llegada de Videla Castillo el día 9, siendo inmediatamente nombrado gobernador interino el brigadier Tomás Godoy Cruz. El 27 de abril, se reestableció una legislatura provincial del año anterior que nombró a Videla Castillo nuevo gobernador provisorio, asumiendo funciones el día 30 y nombrando a Godoy Cruz como su secretario. De inmediato intentó negociar un acuerdo con su Corvalán.
Entre tanto, San Luis quedó bajo la protección de Videla Castillo, que había hecho nombrar gobernador interino a su pariente Ignacio Videla el 2 de abril. Posteriormente, el 23 de agosto, el hermano de este último, coronel Luis Videla, fue electo gobernador propietario por una junta de electores y asumió al día siguiente.
El 11 de junio, Corvalán y sus fieles fueron masacrados en Chacay el cacique pehuenche Coleto, aliado de los Pincheira. Diez días después, las noticias llegaron a Mendoza.

### Interior y litoral
El 16 de abril, se firmaba en Alta Gracia un acuerdo entre los gobiernos unitarios de Córdoba y San Juan. El 5 de julio, le siguió otro que involucró Córdoba, Catamarca, San Luis, Mendoza y La Rioja y que fue firmado en Córdoba para formar una liga defensiva y ofensiva cuyo «Supremo Poder Militar» fue otorgado al brigadier Paz. El 31 de agosto se incorporaron Salta, Tucumán y Santiago del Estero, que enviaron representantes a Córdoba. Había nacido la Liga del Interior.
De inmediato, Paz buscó mostrarse como conciliador a la vez que buscaba establecer una cuña entre santafesinos y porteños. El 7 de junio, le informó a Estanislao López que sus intenciones eran puramente defensivas y las provincias del litoral no debían temer. Sin embargo, el derrocamiento de Ibarra en Santiago del Estero llevó al caudillo santafesino a desconfiar de él. El 14 de septiembre, invitó a Juan Manuel de Rosas a convocar un congreso nacional, pero aquel se negó porque las provincias bajo control unitario serían mayoritarias.
El 20 de julio, se reunieron en Santa Fe los comisionados de Buenos Aires (José María Roxas y Patrón), Santa Fe (Domingo Cullen), Entre Ríos (Diego Miranda) y Corrientes (Pedro Ferré). Aunque Ferré presentó el «borrador de una comisión representativa que llamaría a un congreso constituyente», Rosas convenció a Estanislao López para bloquear su plan, afirmando que como Paz controlaba 9 de las 13 provincias, todo Congreso sería dominado por los unitarios. Sin embargo, Rosas tampoco quería poner trabas a las manufacturas extranjeras ni repartir entre todas las provincias las rentas de la aduana de Buenos Aires. Las negociaciones volvieron a trabarse cuando Ferré fue electo gobernador de su provincia y debió marcharse, enviando como nuevo comisionado correntino a Manuel Leiva, a quien instruyó imponer su proyecto.
Sin embargo, el 1 de noviembre, el caudillo entrerriano Ricardo López Jordán y el comandante de Concepción del Uruguay, Justo José de Urquiza, depusieron al gobernador Juan León Solas e hicieron que el congreso provincial nombrara a Pedro Barrenechea. El 22 de noviembre, López Jordán depuso a Barrenechea y asumió como gobernador, pero el coronel Pedro Espino restauró a Barrenechea el 10 de diciembre, quien acabó siendo reconocido por las provincias del litoral y envió al delegado Antonio Crespo a negociar en Santa Fe. Este movimiento causó nerviosismo en los jefes federales del Buenos Aires, Santa Fe y Entre Ríos, llevándolos a firmar el Pacto Federal el 4 de enero de 1831. Ahí se comprometían a vivir en paz entre ellos, respetar la autonomía de sus provincias y formar una alianza defensiva para resistir toda agresión extranjera o unitaria.

### Quiroga en Buenos Aires
El 11 de marzo de 1830, Quiroga llegó a Buenos Aires, siendo recibido en las afueras por Rosas. Cuando se dirigió a la plaza de Mayo en la carroza de gobierno hubo festejos populares a cargo de numerosas bandas musicales, los espectadores más tranquilos fueron forzados a dar vivas a los caudillos y quienes se negaron fueron violentados. La gente pronto enloqueció y surgieron desmanes, siendo saqueados algunas propiedades. Rosas debió prohibir que bandas tocaran en público sin la compañía de un comisario y el permiso del jefe de policía. El riojano se alojó en la casa del general Juan Ramón Balcarce.
El 4 de octubre, Rosas le dio un pasaporte a Quiroga para viajar a Santa Fe a visitar a Bustos e Ibarra, sin saber que el primero había muerto. Por aquel entonces, los caudillos de Buenos Aires y Santa Fe desconfiaban del riojano y no sabían qué hacer con él, pero también carecían de un plan estratégico. Ambos deseaban esperar que Paz hiciera el primer movimiento, posiblemente esperando que de no atacarlo respetaría la autonomía de sus provincias. Sin embargo, las operaciones ofensivas desarrolladas por los unitarios en el interior mostraban que no sería así. No sé sabe cuándo se formuló el plan para la campaña de Quiroga, pero para enero de 1831 ya se le había asignado el mando de una división. Es probable que surgiera de la propuesta de Rosas a Estanislao López: «si convendría formar el plan para que Ibarra y Quiroga marchen a Santiago [del Estero] en el caso de que Paz se mueva». El santafesino rechazó la idea porque él debería donar los recursos militares, así que el porteño modificó el plan a que Quiroga atacará por el sur de Córdoba y San Luis hacia La Rioja. También dio el apoyo logístico, como mandar al juez de paz de Pergamino reunir el ganado necesario para la división u ordenar a los jefes de los regimientos porteños seleccionar voluntarios del interior que se sumaran a la expedición (siguiendo una iniciativa de Quiroga).
A inicios de 1831, la Liga del Interior se sostenía únicamente en el poder del ejército de Paz. Exceptuando Salta y Tucumán, los gobiernos unitarios en esas provincias dependían de las tropas ocupantes. Además, aunque Paz prometía recursos financieros y refuerzos militares, sus arcas estaban vacías y sus soldados debían ir a los montes a cazar a los hombres que huían de las levas. Sabedor que debía enfrentarse a las provincias del litoral, especialmente Buenos Aires, muy superiores en recursos y donde el federalismo era muy popular, el brigadier buscó conseguir dinero, hombres y armas estableciendo relaciones diplomáticas con los presidentes Andrés de Santa Cruz de Bolivia y Agustín Gamarra de Perú.

## Fuerzas enfrentadas

### Federales
El historiador Ramón Torres Molina indica que Quiroga probablemente no contara con ninguna infantería, pues su pequeña división priorizaba la caballería. En cambio, el político e historiador argentino de tendencias unitarias, Domingo Sarmiento afirma que contaba con un piquete de infantería, siendo el resto de su división de caballería, y que sólo disponía de 300 hombres indisciplinados que podían ser arrollados por las mejores tropas unitarias. En sus Memorias, el unitario Aráoz de Lamadrid eleva la cifra a «la caballería de Quiroga, cuya fuerza no llegaba á 600 hombres, incluso los que había aumentado en el Río 4° y Punta de San Luis». En un breve diario, Estanislao López afirma que el coronel Echeverría le había escrito un parte al general Paz reconociendo «de haber sido batido por una fuerza de 1500 hombres mandada por el general Quiroga». El caudillo santafesino obviamente considera esto una falsedad, «cuanto dista de la verdad semejante relación». El militar unitario Juan Esteban Pedernera creía que Quiroga contaba inicialmente con 300 a 400 criminales de las cárceles de Buenos Aires.
El veterano de las guerras civiles, Damián Hudson, escribió que el ejército federal se componía de 800 a 900 jinetes. Finalmente, en una carta en que relata su campaña, el caudillo riojano describe que su unidad, oficialmente llamada regimiento Auxiliares de los Andes, estaba formada por 357 soldados, 15 jefes, 15 capitanes, 18 tenientes y 21 alféreces que lo habían acompañado desde Oncativo en su huida a Buenos Aires. También había una compañía de 17 emigrados de Córdoba. Su número era tan reducido que Estanislao López sugirió pedir ayuda al cacique pampa Llanquelén (o Yanquelén). En una revista efectuada antes de la partida de la expedición se enumeró la presencia de 46 oficiales. La primera compañía del cuarto escuadrón tenía 44 hombres y la segunda 41, lo que para el historiador Torres Molina es señal de una alta desproporción en el número de oficiales y soldados, lo que explicaría el excelente desempeño demostrado por la pequeña división.
El historiador Ricardo Levene acepta la cifra de 300 hombres al comienzo de la expedición. Manuel Bilbao estima que Quiroga tenía 260 seguidores al inicio de su campaña, los que fueron aumentando, especialmente al incorporar a la guarnición rendida de Río Cuarto. Con todas las incorporaciones, al momento de la batalla había triplicado el número inicial. El historiador argentino Pablo Camogli apoya la cifra de 800. Su colega, Félix Best, estimaba que la división se componía inicialmente de 400 hombres que aumentaron bastante hasta el día de la batalla, pero sin alcanzar los 1000 jinetes. El historiador José María Rosa sólo menciona que debieron ser unos 350 jinetes al comienzo de la expedición.

### Unitarios
Sarmiento estimaba la fuerza de Videla Castillo en Mendoza en «un batallón de ochocientas plazas, decidido, disciplinado, al mando del coronel Barcala; un escuadrón de coraceros en disciplina, que manda el teniente coronel Chenaut; milicia, en fin, y piquetes del 2.° de cazadores y de los coraceros de la Guardia». Sin embargo, al describir las fuerzas en el campo de batalla hablaba de «seiscientos infantes, una batería formidable de artillería y mil caballos». Según el propio Quiroga, la fuerza unitaria sumaba «dos mil cien hombres de caballería, infantería y artillería». Rosas repitió ese número, quien agregaba que eran de Mendoza e incluían 700 infantes y 400 coraceros. Según el historiador Vicente Fidel López, pocos años antes, en 1826, el presidente Bernardino Rivadavia planeó convencer a los gobernadores de Mendoza y San Juan para que reclutaran un ejército de 2000 hombres que operaría contra Bustos y Quiroga.
Aráoz de Lamadrid describe al ejército de Videla Castillo como «con dos mil ó más hombres, llevando entre ellos más de 700 cazadores cívicos, fuera de la fuerza que tenía su batallón, que ignoro cuantos eran, y no recuerdo cuantas piezas de artillería»; por el batallón se refiere al batallón N.º 2 de Cazadores. Sin embargo, Hudson sostuvo que el grueso de dicha unidad ya había sido enviada a Córdoba para ayudar a Paz y el batallón que actuó fue el Cazadores del Pilar. Esta nueva unidad estaba formada por cuatro compañías y contaba con una batería de 4 cañones, siendo igual en su calidad a cualquier batallón de línea. Acorde a la fuente, le ejército unitario sumaba algunos escuadrones de milicianos y una compañía del batallón N.º 2 a cargo de Aresti, el resto del batallón Cazadores del Pilar (Barcala), los Coraceros de San Juan (Chenaut) y 4 piezas de artillería (Luciano Díaz). En total, 800 a 1000 efectivos con un Estado Mayor dirigido por el veterano comandante general de armas de la provincia, coronel Pedro Regalado de la Plaza.
Rosa acepta la cifra de 2000 unitarios, destacando dicho batallón, una nutrida caballería y la presencia de 4 piezas de artillería. Por su parte, Camogli creía que eran sólo 1300 mendocinos y sanjuaninos. Best afirmaba que los unitarios superaban en número a los federales, pero jamás llegaron a los 2000 que decía Quiroga. El militar argentino Reyes estimaba en 2000 al «ejército "mendocino"». El uruguayo Antonio F. Díaz estimaba en 2200. El chileno Bilbao los calculaba en 1800. El historiador Vicente Osvaldo Cutolo daba la cifra más alta: 2500.

## Combate

### Avance de Quiroga
El 3 de febrero, Quiroga fue enviado hacia las provincias andinas. A la jornada siguiente, Rosas declaró la guerra a la Liga del Interior. Partió de su campamento en Pergamino y llegó a Cruz Alta el 21 de febrero. El 5 de marzo, puso a Río Cuarto bajo asedio, capturándola tres días más tarde; su defensor, coronel Juan Pascual Pringles, huyó hacia San Luis con el coronel Juan Gualberto Echeverría. A Quiroga se le sumó el mayor Prudencio Torres, quien se pasó a su bando. Los federales alcanzaron a Pringles en San José del Morro, donde le vencieron, y al día siguiente nuevamente fue vencido, esta vez a orillas del río Quinto por la vanguardia federal al mando del coronel José Ruiz Huidobro. Cuando Pringles se negó a rendirse a un oficial subalterno, fue muerto por éste de un tiro en el pecho.
El 22 de marzo, Quiroga entró en San Luis, mientras Videla y sus partidarios huían a Mendoza. A Quiroga se le presentaban tres posibles direcciones adonde ir: a los llanos de La Rioja, la base de su poder y donde no tenía enemigos, pero tampoco le quedaban recursos; a San Juan, donde había una guarnición de 1000 soldados unitarios «pero incapaces de resistir a una carga de caballería»; y a Mendoza, donde estaban la mayoría y las mejores unidades unitarias en el Cuyo. Cinco días más tarde, aprovechando el refuerzo que le supusieron los caballos unitarios capturados, el riojano ocupó Las Catitas y cortó las comunicaciones entre Videla Castillo y Paz. En San Juan, al saberse que Quiroga había ocupado San Luis el gobierno local ordenó reclutar y entrenar nuevos batallones en Zonda, partiendo con su gobernador a Lagunillas para iniciar operaciones contra él.

### Encuentro de las vanguardias
En la mañana del 28 de marzo, Quiroga partió de Las Catitas y después de menos de tres leguas de marcha se encontró con la vanguardia unitaria, 200 jinetes bien formados. De inmediato, le ordenó a Ruiz Huidobro que mandase al primer escuadrón de su regimiento salir a contenerlos encabezados por los comandantes Pantaleón Argañaraz y Fabián Arias. Los federales se impusieron y persiguieron a los vencidos durante una legua, hasta donde se encontraron con el grueso del ejército unitario, deteniéndose a tres cuadras de distancia de sus adversarios. Dicho combate convenció al riojano que debía presentar batalla lo antes posible, pues al notar la proximidad del enemigo, mandó a que los otros cuatro escuadrones se unieran al primero y encargó a Ruiz Huidobro formarlos en una línea. Según Sarmiento, este evento llevó a Videla Castillo a cometer un grave error: los unitarios estaban marchando hacia los federales, dejando atrás un terreno abierto y despejado llamado «el Chacón», pero al escuchar el tiroteo de las vanguardias ya en retirada, el gobernador mendocino decidió dar la orden de contramarchar y volver al Chacón.

### Enfrentamiento final
Quiroga ubicó al segundo escuadrón en su flanco derecho y al quinto en el izquierdo, a las órdenes del coronel Ruiz Huidobro y los comandantes Celestino Romero y Gervasio Ponce el segundo y el comandante Prudencio Torres el quinto. Así, la hueste federal quedó dividida en las alas derecha (Ruiz Huidobro) e izquierda (Torres). Les dio órdenes de no revelar sus movimientos hasta que comenzara la batalla, entonces debían flanquear al ejército unitario. El riojano consideró que su pequeña escolta personal y los voluntarios puntanos encargados de vigilar el tren de bagaje, pero como se demorarían mucho en moverse a unas nuevas posiciones decidió iniciar el combate sin ellos. Quiroga y su reducida escolta permanecieron en el centro de la línea, con él dirigiendo las acciones sentado en el pescante de una galera por encontrarse enfermo.
Según el parte de Quiroga, la batalla comenzó con una carga feroz de los federales, especialmente del quinto escuadrón, que dispersó a la caballería unitaria al primer embiste. Lo primero que hizo el escuadrón de Torres fue cargar contra los Coraceros de San Juan, que estaban montados en mulas, y que -después de luchar un breve tiempo- se pasaron al bando federal y así la suerte del combate quedó sellada. Según Hudson, dicha deserción masiva se produjo por la crueldad con la que los había tratado Chenaut durante su entrenamiento, manteniéndose leales a los unitarios solamente él y algunos oficiales. En el otro flanco, Aresti y su unidad cargaron valientemente y arrollaron a todo lo que encontraron al frente. Llegaron hasta la retaguardia enemiga, justo donde estaba Quiroga enfermo en un carruaje junto al parque, pero como no fue reconocido por Aresti se salvó de ser capturado, lo que hubiera cambiado el curso de la batalla. Finalmente, la traición de los coraceros sanjuaninos y las repetidas cargas de las montoneras federales forzaron a Aresti a retirarse. En cambio, Sarmiento afirma que Videla Castillo inició la batalla con una carga de unos escuadrones de milicianos. Esto se debió a la tradición argentina de iniciar los combates de ese modo y la creencia pampeana de que no había gloria en una victoria sin sablazos. El caudillo riojano ordenó a sus hombres cargar para luego retroceder y finalmente envolver a las mejores tropas unitarias. Esta táctica de la retirada fingida fue la que más uso Quiroga y siempre le dio la victoria, excepto con Paz, y usualmente involucraba el uso de una reserva que atacaba sorpresivamente por la retaguardia al enemigo que la perseguía.
Sólo quedaron 200 jinetes unitarios apoyando a su infantería y artillería. Según Sarmiento, se trataba de la unidad de Aresti, que cargó repetidamente contra el centro federal sin saber que justo allí estaba el caudillo riojano. Los infantes unitarios procedieron a formar un cuadrado defensivo con el que aguantaron por tres horas y media las cargas de los jinetes enemigos, gracias a la ayuda de su artillería. Finalmente, la infantería unitaria rompió la formación y unos 500 supervivientes huyeron a las orillas del río Tunuyán, donde el terreno montañoso los protegió de las lanzas de la caballería federal. En su caótica fuga abandonaron a su artillería y pertrechos. Inmediatamente después de la batalla, Quiroga resolvió seguir el camino del carril para encontrar a cualquier avanzadilla unitaria y forzar un nuevo combate que jamás sucedió. Durante la noche, el batallón Cazadores del Pilar se disolvió y Videla Castillo y Barcala huyeron, dejando al comandante Aresti en Mendoza para negociar la rendición. Poco después, Videla Castillo, Barcala y el Estado Mayor lograron llegar a Córdoba. A las 02:00 horas del 29 de marzo, Aresti acordó la rendición suya y de 20 oficiales y 100 soldados a cambio de la promesa de respetar sus vidas. Eran tropas negras del batallón N.° 2. Los vencedores también capturaron 1000 mulas con las armas, contribuciones y pertrechos que cargaban. El caudillo riojano reconoció haber sufrido la muerte de 12 soldados, mientras que 41 hombres resultaron heridos, incluyendo 3 oficiales, un teniente y 2 alféreces.

## Consecuencias

### Fin de Villafañe
En su estadía en Mendoza, el riojano se enteró del asesinato del doctor Francisco Ignacio Bustos, sobrino del antiguo gobernador de Córdoba, brigadier Juan Bautista Bustos. Cuando Lamadrid ocupó La Rioja, los anteriores gobernadores riojanos José Patricio del Moral, Gaspar Villafañe y Nicolás Dávila publicaron artículos acusando de graves cargos al caudillo, los que fueron públicamente refutados en la prensa por el doctor Bustos. Lamadrid lo hizo arrestar y, cuando descubrió que el prisionero se había confabulado con sus centinelas para escapar, ordenó acribillarlo al intento. También Quiroga hizo que su familia volviera del exilio en Chile. Después de su victoria, Quiroga hizo llamar a Villafañe, quien estaba refugiado en Chile, pidiéndole asumir el mando de su ejército por: «el estado fatal de su salud». Sin embargo, durante su viaje de regreso, el general Villafañe y sus seguidores fueron atacados cerca de San José de Jáchal por una montonera unitaria al mando del mayor Bernardo Navarro, resultando asesinado incluso después de rendirse.
Sarmiento afirma que Navarro marchaba con una columna de unitarios vencidos que buscaban exiliarse en Chile; unos 200 unitarios huyeron de San Juan a Coquimbo, muchos de ellos gente acomodada que se llevó su riqueza, generando caos económico en los años siguientes; un proceso similar se vivió en el resto de Cuyo y La Rioja. Estando en Guanda, en la entrada de un desfiladero que sirve para cruzar la cordillera, Navarro se enteró de que venía Villafañe y anunció públicamente su intención de matarlo. Cuando el general federal pasó por ahí acompañado de seis riojanos y con un arroyo de por medio, el mayor unitario lo desafió. Villafañe siguió hasta Tilo, donde fue a encontrarlo Navarro con 9 compañeros esa noche. Frente a la casa donde alojaba el federal, el oficial unitario desmontó y gritó «¡Villafañe, levántante!: el que tiene enemigos no duerme». El general salió con una lanza, pero Navarro le atravesó con su espada. Luego se escuchó un tiro que fue la señal para que el resto de los unitarios atacara y robara los caballos y equipaje, luego escaparon hacia Río Cuarto para unirse a sus partidarios. Sin embargo, se sabe que algunos de los integrantes de la partida fueron capturados y fusilados en San Juan poco después. En cambio, un superviviente de la matanza afirmaba que los federales pernoctaron en pueblo llamado Tilo cuando a las 22:00 horas unos 20 unitarios empezaron a disparar y lancear a los dormidos. El general quiso rendirse pero fue destrozado y el testigo sólo sobrevivió porque fue dado por muerto.
En venganza por la muerte de su amigo, el riojano hizo fusilar a 26 oficiales unitarios que había capturado, 11 de ellos en Río Cuarto. El brigadier Paz acusa a Quiroga de haber fusilado a los oficiales inmediatamente después de su victoria, contándose «18, 20 ó más» entre los capturados en Río Cuarto y Mendoza.

### Análisis
La victoria restituyó el prestigio de Quiroga como líder militar, siendo su mayor fuerte su sorprendente movilidad, algo que ya había demostrado en sus campañas en Tucumán de 1826 y Córdoba de 1830. Quiroga quedó dueño de todo el Cuyo y La Rioja, rodeando por el flanco sur y su retaguardia occidental al ejército unitario en Córdoba, justo cuando se preparaba para marchar sobre Buenos Aires.
Sarmiento criticó duramente a Videla Castillo. Para él los unitarios no debieron dar la orden de retirarse a un nuevo campo del Chacón justo antes de la batalla, pues eso desmoralizó a los soldados bisoños. El campo de batalla inicialmente elegido era «más quebrado, más impracticable» para la caballería de Quiroga, que necesitaba precisamente de un campo abierto para cargar. Por último, Videla Castillo empezó la batalla ordenando a sus milicianos cargar. Aunque Sarmiento reconoce que en América, donde los ejércitos eran pequeños y las batallas breves, lo mejor es empezar las acciones con ventaja, es decir, que las unidades de élite inicien el combate y no queden de reserva. Sin embargo, el gobernador mendocino no ordenó a sus mejores jinetes cargar, los cuales habrían podido arrollar a toda la pequeña división de Quiroga.
Best concuerda con el anterior. Al ser superior en infantería, Videla Castillo no debió escoger un terreno apto para cargas de caballería, sino una buena posición para defenderse. También indica que su ejército fue reunido a último minuto ante la fulminante ofensiva federal, de ahí que muchos jinetes estuvieran montados en mulas. Respecto de Quiroga, señala que en esta campaña demostró sus dotes de líder al guiar a sus hombres por más de 1000 km en territorio enemigo y con pocos recursos, y él mismo estando enfermo.
Torres Molina señala que la infantería unitaria tuvo un papel destacado, al resistir sola a la caballería federal, pues su propia caballería huyó al comienzo de la batalla. También que cargó con sus jinetes directamente contra los infantes unitarios, táctica muy inusual en su época.

### Postrimerías
El 30 de marzo, el gobierno provisorio de Mendoza le pidió a Quiroga enviar fuerzas para garantizar el orden en la ciudad. En San Juan, al saberse de las noticias de la batalla las autoridades unitarias dejaron el poder a los federales locales. El 4 de abril el gobierno provisorio le informó al riojano que las fuerzas unitarias en la provincia habían huido, y cuatro días más tarde el gobierno provisorio de San Luis se ponía a sus órdenes y el obispo de Cuyo, fray Justo de Santa María de Oro, le brindaba su apoyo. El 13 de abril y el 28 de mayo el nuevo gobernador de San Juan, José Tomás Albarracín, le pedía su ayuda para designar un comandante de armas para la provincia. Por último, desde La Rioja, el coronel Brizuela ponía a sus órdenes la división que había formado: 800 jinetes y 50 infantes con piezas de artillería. En respuesta, el riojano le envió armas desde Mendoza. El caudillo siguió con el cargo de comandante general de armas de su provincia.
Lamadrid había demostrado su incompetencia al perder el control de varias provincias del interior tan rápido. Mientras tanto, Paz estaba ocupado concentrando sus fuerzas en Córdoba para enfrentar a Estanislao López. Para actuar contra los unitarios, el riojano le pidió al gobierno sanjuanino organizar potreros para alimentar a 2000 caballos. Sin embargo, todo cambió cuando Paz fue accidentalmente capturado y Lamadrid quedó a cargo y decidió retirarse a Tucumán.Quiroga se dedicó a preparar un ejército para acabar con él. Pronto todo se decidiría en La Ciudadela.
El 17 de agosto, los huesos de las víctimas de Chacay fueron trasladados a Mendoza y aunque no pudieron ser individualizados si se les dio cristiana sepultura.